# Newsham (Richmondshire)
Pour les articles homonymes, voir Newsham.
Newsham est un village et une paroisse civile du Yorkshire du Nord, en Angleterre.